# Distretto di Çukurca
Il distretto di Çukurca (in turco Çukurca ilçesi) è uno dei distretti della provincia di Hakkâri, in Turchia.